# Margrit Weber-Röllin
Ne doit pas être confondu avec Margrit Weber.
Pour les articles homonymes, voir Weber.
Margrit Weber-Röllin, née le 14 août 1937 à Baar (originaire de Freienbach) et morte le 6 mars 2024 à Pfäffikon, est une personnalité politique suisse, membre du Parti démocrate-chrétien.
Elle est conseillère d'État du canton de Schwytz de 1988 à 1996, à la tête du département de l'éducation. Elle est la première femme à y siéger et la première femme à le présider, de 1992 à 1994.

## Biographie

### Origines et famille
Margrit Weber-Röllin naît le 14 août 1937 à Baar, dans le canton de Zoug. Elle est originaire de Freienbach, dans le canton de Schwytz.
Son père, Clemenz Röllin, et sa mère, née Frieda Inglin, exploitent une ferme à Baar.
Elle épouse Hans Weber en 1963, avec qui elle a deux enfants.

### Formation et parcours professionnel
Après l'école primaire de 1944 à 1950 et l'école secondaire de 1950 à 1952 à Baar, dans le canton de Zoug, elle s'inscrit à l'école normale privée du Theresianum à Ingenbohl, dans le canton de Schwytz, dont elle sort diplômée en 1957.
Elle est institutrice à Wilen bei Wollerau de 1957 à 1961, à Baar de 1961 à 1963 puis à Pfäffikon (Schwytz) de 1963 à 1965. Après la naissance de son premier enfant en 1966, elle fait régulièrement des remplacements et donne des cours temporaires dans des écoles primaires.

### Parcours politique
Avant l'introduction du suffrage féminin (1971 au niveau fédéral, 1972 dans le canton de Schwytz), elle assiste en cachette aux assemblées communales de son lieu de domicile, Freienbach.
De 1968 à 1980, elle fait partie du conseil scolaire de sa commune. Entrée au Parti démocrate-chrétien (PDC) en 1972 (représentante de son aile chrétienne-sociale), elle siège au Conseil cantonal de Schwytz de 1980 à 1988. Elle est en outre présidente de la section PDC de Freienbach de 1983 à 1988 et vice-présidente des femmes PDC de son canton de 1984 à 1998. 
En 1988, après la démission de Karl Bolfing, elle devient la première femme élue au Conseil d'État du canton de Schwytz, où elle dirige le département de l'éducation jusqu'à sa démission en 1996 (réélection au premier tour en 1992). Elle est également la première femme à présider le gouvernement cantonal, avec le titre de landamman, de 1992 à 1994.

### Autres activités
Elle est pendant 12 ans membre du comité de la Ligue des femmes du canton de Schwytz. Avec sa collègue de parti Hedy Jager, elle fonde en 1978 le groupe Aktuell 78 (Aktuell 80 depuis les années 1980), dont le but est d'attirer plus de femmes en politique, en organisant par exemple des cours, des conférences et des visites à des séances de conseils. 
Elle préside par ailleurs la société d'utilité publique de son canton de 1990 à 2009.

### Mort
Elle meurt le 6 mars 2024 à Pfäffikon (localité de Freienbach), à l'âge de 86 ans.